# Unione Sportiva Triestina 1930-1931
Questa voce raccoglie le informazioni riguardanti l'Unione Sportiva Triestina nelle competizioni ufficiali della stagione 1930-1931.

## Stagione
Nella stagione 1930-1931 la Triestina disputa il secondo campionato di Serie A, allenata dal tecnico magiaro István Tóth, ha raccolto 25 punti con il quattordicesimo posto finale. La squadra alabardata ha fatto meglio nel girone di andata, nel quale ha ottenuto 14 punti, con un leggero calo nel girone di ritorno, senza però correre rischi di perdere la prestigiosa categoria. Al termine del torneo il vantaggio sul Livorno penultimo, retrocesso con il Legnano, ha avuto un margine di cinque lunghezze. Miglior marcatore dei giuliani è stato il triestino Renato De Manzano che ha raggiunto la doppia cifra, firmando 10 reti. Da segnalare con rilievo, il (5-0) rifilato ai campioni d'Italia in carica dell'Ambrosiana il 2 novembre 1930.

## Risultati

### Campionato di Serie A

#### Girone di andata
| Arbitro: | Bertoli (Vicenza) |

|                                                              |           |                     |
| A. Busini 1’, 75’ Reguzzoni 20’, 62’ Grandi 30’ Facchini 42’ | Marcatori | 7’ (aut.) Monzeglio |

| Arbitro: | Zaffiri (Genova) |

|                      |           |  |
| G. Rossetti 49’, 74’ | Marcatori |  |

| Trieste 12 ottobre 1930 3ª giornata | Triestina     | 0 – 0 | Roma | Stadio Montebello\| Arbitro: \| Dani (Genova) \| |
| Arbitro:                            | Dani (Genova) |       |      |                                                  |

| Arbitro: | U. Gama (Milano) |

|                        |           |                                      |
| Borgo 29’ Demarchi 82’ | Marcatori | 10’, 19’ Castellani 90+1’ De Manzano |

| Arbitro: | Turbiani (Ferrara) |

|                         |           |                |
| Chiesa 4’ Cazzaniga 43’ | Marcatori | 85’ De Manzano |

| Arbitro: | Lenti (Genova) |

|                                               |           |  |
| Rebolino 25’, 30’, 66’ Colaussi 53’ Rocco 80’ | Marcatori |  |

| Trieste 9 novembre 1930 7ª giornata | Triestina           | 0 – 0 | Napoli | Stadio Montebello\| Arbitro: \| Barlassina (Novara) \| |
| Arbitro:                            | Barlassina (Novara) |       |        |                                                        |

| Arbitro: | Tassinari (Firenze) |

|                     |           |  |
| A. Mazzoni 26’, 79’ | Marcatori |  |

| Arbitro: | Carraro (Padova) |

|  |           |            |
|  | Marcatori | 19’ Avalle |

| Trieste 30 novembre 1930 10ª giornata | Triestina        | 0 – 0 | Juventus | Stadio Montebello\| Arbitro: \| Carraro (Padova) \| |
| Arbitro:                              | Carraro (Padova) |       |          |                                                     |

| Arbitro: | Scorzoni (Bologna) |

|             |           |  |
| Ranelli 36’ | Marcatori |  |

| Arbitro: | Mattea (Torino) |

|                   |           |  |
| Magnozzi 25’, 86’ | Marcatori |  |

| Arbitro: | Omodei Zorini (Novara) |

|                |           |  |
| De Manzano 79’ | Marcatori |  |

| Arbitro: | Sani (Ferrara) |

|                    |           |                               |
| Seccatore 58’, 74’ | Marcatori | 44’ Castellani 57’ De Manzano |

| Arbitro: | Rovida (Milano) |

|               |           |  |
| De Manzano 2’ | Marcatori |  |

| Arbitro: | Scorzoni (Bologna) |

|                     |           |                 |
| De Manzano 50’, 88’ | Marcatori | 27’ C. Cevenini |

| Arbitro: | Rovida (Milano) |

|                   |           |  |
| Elv. Banchero 78’ | Marcatori |  |

#### Girone di ritorno
| Arbitro: | U. Gama (Milano) |

|              |           |                 |
| Pasinati 15’ | Marcatori | 20’ Della Valle |

| Arbitro: | Mastellari (Bologna) |

|              |           |  |
| Colaussi 75’ | Marcatori |  |

| Arbitro: | Gonani (Ravenna) |

|                                        |           |  |
| Volk 7’ Lombardo 43’ Chini Ludueña 76’ | Marcatori |  |

| Arbitro: | Giulini (Lodi) |

|              |           |                         |
| Pasinati 14’ | Marcatori | 2’ Gardini 26’ Demarchi |

| Trieste 15 marzo 1931 22ª giornata | Triestina     | 0 – 0 | Pro Patria | Stadio Montebello\| Arbitro: \| Dani (Genova) \| |
| Arbitro:                           | Dani (Genova) |       |            |                                                  |

| Arbitro: | Gonani (Ravenna) |

|               |           |  |
| Blasevich 17’ | Marcatori |  |

| Arbitro: | Dall'Era (Brescia) |

|                                                   |           |              |
| Vojak 10’, 16’ Mihalich 25’, 31’ A. Sallustro 74’ | Marcatori | 1’ Capitanio |

| Arbitro: | Scarpi (Dolo) |

|                    |           |              |
| Gazzari 83’ (rig.) | Marcatori | 2’ Subinaghi |

| Arbitro: | Turbiani (Ferrara) |

|                                              |           |                |
| Scagliotti 33’, 59’, 82’ Ett. Banchero 90+1’ | Marcatori | 29’ Castellani |

| Arbitro: | Casetta (Milano) |

|                                           |           |  |
| Munerati 7’ Vecchina 34’, 37’ Ferrari 45’ | Marcatori |  |

| Arbitro: | Barlassina (Novara) |

|  |           |                                 |
|  | Marcatori | 5’, 85’, 89’ Braga 29’ Giuliani |

| Arbitro: | Scarpi (Dolo) |

|                                       |           |                |
| De Manzano 8’, 56’ Gazzari 68’ (rig.) | Marcatori | 45+1’ Torriani |

| Arbitro: | U. Gama (Milano) |

|                                           |           |                     |
| Corsini 2’ (rig.), 88’ Gazzari 62’ (aut.) | Marcatori | 46’ Rocco 49’ Baldi |

| Arbitro: | Mastellari (Bologna) |

|                                             |           |                 |
| Castellani 64’ De Manzano 67’ Capitanio 74’ | Marcatori | 90+1’ Seccatore |

| Arbitro: | Mastellari (Bologna) |

|              |           |               |
| V. Rizzi 30’ | Marcatori | 67’ Capitanio |

| Arbitro: | U. Gama (Milano) |

|            |           |  |
| Ziroli 87’ | Marcatori |  |

| Arbitro: | Scorzoni (Bologna) |

|                    |           |              |
| Gazzari 40’ (rig.) | Marcatori | 50’ Casanova |

## Statistiche

### Statistiche di squadra
| Competizione | Punti | In casa | In casa | In casa | In casa | In casa | In casa | In trasferta | In trasferta | In trasferta | In trasferta | In trasferta | In trasferta | Totale | Totale | Totale | Totale | Totale | Totale | DR  |
| Competizione | Punti | G       | V       | N       | P       | Gf      | Gs      | G            | V            | N            | P            | Gf           | Gs           | G      | V      | N      | P      | Gf     | Gs     | DR  |
| ------------ | ----- | ------- | ------- | ------- | ------- | ------- | ------- | ------------ | ------------ | ------------ | ------------ | ------------ | ------------ | ------ | ------ | ------ | ------ | ------ | ------ | --- |
| Serie A      | 25    | 17      | 7       | 7       | 3       | 20      | 13      | 17           | 1            | 2            | 14           | 12           | 42           | 34     | 8      | 9      | 17     | 32     | 55     | -23 |

### Statistiche dei giocatori
| Giocatore     | Serie A  | Serie A |
| Giocatore     | Presenze | Reti    |
| ------------- | -------- | ------- |
| D. Baldi      | 4        | 1       |
| A. Bonetti    | 29       | -48     |
| E. Brossi     | 2        | 0       |
| A. Capitanio  | 11       | 3       |
| B. Castellani | 32       | 5       |
| F. Cò         | 1        | 0       |
| L. Colaussi   | 27       | 2       |
| G. Cudicini   | 1        | 0       |
| M. Cuffersin  | 30       | 0       |
| R. De Manzano | 32       | 10      |
| G. Derin      | 1        | 0       |
| L. Gazzari    | 31       | 3       |
| E. Loschi     | 18       | 0       |
| N. Marini     | 1        | 0       |
| C. Palumbo    | 7        | 0       |
| P. Pasinati   | 28       | 2       |
| R. Puttar     | 1        | 0       |
| G. Rebolino   | 19       | 3       |
| G. Riberich   | 1        | 0       |
| C. Rigotti    | 29       | 0       |
| N. Rocco      | 33       | 2       |
| R. Stampetta  | 1        | 0       |
| E. Umer       | 5        | -7      |
| M. Villini    | 29       | 0       |
| R. Zaccardi   | 1        | 0       |